# Pavetta napieri
Pavetta napieri är en måreväxtart som först beskrevs av Henry Nicholas Ridley, och fick sitt nu gällande namn av Cornelis Eliza Bertus Bremekamp. Pavetta napieri ingår i släktet Pavetta och familjen måreväxter. Inga underarter finns listade i Catalogue of Life.